# Saint-Julien-Beychevelle
Saint-Julien-Beychevelle – miejscowość i gmina we Francji, w regionie Nowa Akwitania, w departamencie Żyronda.
Według danych na rok 1990 gminę zamieszkiwały 873 osoby, a gęstość zaludnienia wynosiła 54 osób/km² (wśród 2290 gmin Akwitanii Saint-Julien-Beychevelle plasuje się na 479. miejscu pod względem liczby ludności, natomiast pod względem powierzchni na miejscu 695.).